# Giotti Victoria
Giotti Victoria is een wielerploeg die een Roemeense licentie heeft. De ploeg werd in 2018 opgericht onder de naam MsTina-Focus. Vanaf 2019 heeft de ploeg de naam Giotti Victoria. Giotti Victoria komt uit als continental team.

## Bekende renners
Nicolas Marini (2018 tot 15-8)
 Federico Zurlo (2018-heden)
 Simone Sterbini (2019)
 Daniel Crista (2019)
 Marino Kobayashi (2019-heden)
 Andrea Guardini (2020-heden)